# Takács Krisztián
Takács Krisztián (Budapest, 1985. december 30. –) magyar olimpikon gyorsúszó.

## Sportpályafutása
A 2002-es linzi ifi Eb-n 50 méter gyorson végzett a 24. helyen. 2003-ban szerezte első érmét a magyar bajnokságon. Ebben az évben a glasgow-i ifi Eb-n 8. volt 50 m gyorson. Az év végén rövid pályás magyar bajnok lett. Az athéni olimpián egyéni csúccsal 32. lett a gyorsúszás legrövidebb versenyszámában. 2005-ben indult az Universiaden, de nem jutott döntőbe. A 2006-os Európa-bajnokságon 13. helyezést szerzett a 4 × 100 méteres gyorsváltóval. 50 gyorson egyéni legjobbjával lett tizenötödik. A 2007-es Universiaden 50 m gyorson lett hatodik. A rövid pályás Eb-n az 50 m gyors elődöntőjében holtversenyben nyolcadik volt. A szétúszás után a 9. helyen végzett. 50 pillangón 25., 100 m gyorson 35. lett. A 2008-as Eb-n 50 pillangón 24., 100 m gyorson 50. volt. 50 m gyorson országos csúccsal 11. volt. A 4 × 200 méteres gyorsváltóval 8. a vegyes váltóval 18. lett. Az országos bajnokságon három alkalommal döntött magyar csúcsot. A pekingi olimpián 50 m gyorson az elődöntőig jutott és ott elért országos csúccsal kilencedik lett. A rövid pályás Eb-n 22. helyezést szerzett 50 m gyorson és 50 m pillangón is.
A 2009-es vb-n 50 pillangón egyéni csúccsal lett 38. helyezett. Az 50 m gyors selejtezőjéből magyar csúccsal jutott be az elődöntőbe, ahol újabb rekorddal holtversenyes nyolcadik lett. A szétúszásban elért harmadik csúcsa nem volt elegendő a döntőhöz és kilencedikként zárt. Az isztambuli rövid pályás Eb-n magyar csúcsokkal 50 m gyorson nyolcadik, 100 gyorson hetedik lett.
A 2010-es Eb-n a 4 × 100 méteres gyorsváltóval 6., 100 gyorson és 50 pillangón 15. lett. 50 gyorson az elődöntő után ismét szétúszásra kényszerült és ezúttal is kilencedikként zárt. A rövid pályás Eb-n 50 m gyorson nyolcadik, 100 gyorson elődöntős lett. A sanghaji, 2011-es vb-n 50 gyorson olimpiai A-szintet úszott. A döntőben hatodik helyezést ért el. A rövid pályás Európa-bajnokságon 50 m gyorson hatodik, 100 m gyorson harmadik, 50 m pillangón 45. lett. Az év végén tagja volt az Európa-válogatottnak.
A 2012-es Európa-bajnokságon a 4 × 100 méteres gyorsváltóval hatodik, 50 m gyorson 9., 100 m gyorson 22. volt. Az olimpián a 4 × 100 méteres gyorsváltóval 14. helyen végzett. 50 méter gyorson -a legjobb 2012-ben úszott idejével (22,19)- 14.-ként jutott az elődöntőbe, ahol idején továbbjavítva 12. lett.
A 2012-es rövid pályás Európa-bajnokságon 50 méter gyorson a 13. helyen jutott az elődöntőbe, ahol a 11.-ként zárt. 100 méter gyorson 16. volt a selejtezőben. Az elődöntőben a kilencedik helyen végzett. 50 méter pillangón a 24. helyen végzett. A 2012-es rövid pályás úszó-világbajnokságon 50 méter gyorson a 19., 50 m pillangón 37., 100 méter gyorson a 22. helyen végzett.
A 2013-as úszó-világbajnokságon 100 méter gyorson 24. lett a selejtezőben és kiesett. 50 méter gyorson nyolcadik helyen jutott az elődöntőbe, ahol 16. helyen végzett. A 4 × 100 méteres vegyes váltóban (Cseh, Pulai, Gyurta) hetedik helyen végzett a selejtezőben és a döntőben is. A rövid pályás Európa-bajnokságon 50 méter gyorson kiesett az elődöntőben. 100 méteres gyorsúszásban 46. volt.
A 2014-es úszó-Európa-bajnokságon 50 m gyorson 11., 100 méter gyorson 19., 50 méter pillangón 23. helyen végzett. A 2015-ös úszó-világbajnokságon 50 méter gyorson 10., 100 méter gyorson 33. helyezést szerzett. Szerepelt a 4 × 100 m vegyesváltóban is, amelyet kizártak a selejtezőben. A 2015-ös rövid pályás úszó-Európa-bajnokságon 50 méter gyorson 10., 4 × 50 méteres férfi vegyesváltóban ötödik, 4 × 50 méteres  gyorsváltóban hatodik, 100 m gyorson 24. lett. A 2016-os úszó-Európa-bajnokságon 50 méter gyorson hatodik, 100 méter gyorson 39., 4 × 100 méteres  gyorsváltóban ötödik helyen végzett.
A 2017-es budapesti világbajnokságon 50 méteres gyorsúszásban  a 15. helyen végzett.

## Magyar bajnokság

### 50 méteres medence
| 50 méter             | 2001 | 2002 | 2003 | 2004 | 2005 | 2006 | 2007 | 2008 | 2009 | 2010 | 2011 | 2012 | 2013 | 2014 | 2015 | 2016 | 2017 | 2018 | 2019 | 2021 |
| -------------------- | ---- | ---- | ---- | ---- | ---- | ---- | ---- | ---- | ---- | ---- | ---- | ---- | ---- | ---- | ---- | ---- | ---- | ---- | ---- | ---- |
| 50 m gyors           | 6.   |      | 4.   | 3.   | 1.   | 1.   | 1.   | 1.   | 1.   | 1.   | 1.   | 1.   | 1.   | 1.   | 1.   | 2.   | 1.   | 2.   | 3.   | 5.   |
| 100 m gyors          |      | 4.   | 2.   |      | 2.   |      | 1.   | 2.   |      | 2.   | 1.   | 1.   | 1.   | 2.   | 1.   |      | 8.   | 6.   | 7.   |      |
| 50 m pillangó        |      |      |      |      | 3.   | 3.   | 2.   | 1.   | 2.   | 1.   | 3.   |      |      |      |      |      | 2.   | 3.   | 3.   | 5.   |
| 100 m pillangó       |      |      |      |      |      |      | 7.   |      |      |      |      |      | 4.   |      |      |      |      | DQ   | 8.   |      |
| 100 m mell           |      |      |      |      |      |      |      |      |      |      |      |      |      |      | 2.   |      |      |      |      |      |
| 4 × 100 m gyors      | 5.   |      |      |      | 6.   |      | 5.   | 2.   | 2.   | 2.   | 3.   | 2.   | 2.   | 3.   | 2.   | 1.   | 2.   | 1.   | 2.   | 2.   |
| 4 × 200 m gyors      | 5.   |      |      |      | 5.   |      | 6.   |      | 3.   | 4.   | 3.   | 2.   |      |      |      |      |      |      |      |      |
| 4 × 100 m vegyes     | 7.   |      |      |      |      |      | 5.   |      |      |      | 2.   | 1.   | 2.   | 4.   |      | 3.   | 4.   | 4.   | 3.   |      |
| 4 × 100 m gyors mix  |      |      |      |      |      |      |      |      |      |      |      |      |      |      |      | 1.   | 3.   | 4.   |      |      |
| 4 × 100 m vegyes mix |      |      |      |      |      |      |      |      |      |      |      |      |      |      |      | 5.   |      |      |      |      |

## Rekordjai

### 50 m gyors
- 22,53 (2008. március 23., Eindhoven) országos csúcs
- 22,39 (2008. július 9., Budapest) országos csúcs
- 21,97 (2008. július 10., Budapest) országos csúcs
- 21,84 (2008. augusztus 15., Peking) országos csúcs
- 21,71 (2009. július 31., Róma) országos csúcs
- 21,65 (2009. július 31., Róma) országos csúcs
- 21,42 (2009. július 31., Róma) országos csúcs

### 50 m pillangó
- 24,05 (2008. július 12., Budapest) országos csúcs

### 50 m gyors, rövidpálya
- 21,49 (2009. november 15., Százhalombatta) országos csúcs
- 21,33 (2009. december 10., Isztambul) országos csúcs
- 21,25 (2009. december 10., Isztambul) országos csúcs

### 100 m gyors, rövidpálya
- 47,59 (2009. december 11., Isztambul) országos csúcs
- 47,36 (2009. december 11., Isztambul) országos csúcs
- 47,31 (2009. december 12., Isztambul) országos csúcs

### 50 m pillangó, rövidpálya
- 23,89 (2008. december 14., Rijeka) országos csúcs